# Los Masos
Los Masos är en kommun i departementet Pyrénées-Orientales i regionen Occitanien i södra Frankrike. Kommunen ligger i kantonen Prades som tillhör arrondissementet Prades. År 2022 hade Los Masos 972 invånare.

## Befolkningsutveckling
Antalet invånare i kommunen Los Masos
| Referens: INSEE |